# 朱炳如
朱炳如（1524年—？），字仲南，號白野，湖廣衡州衛官籍，桂陽縣人，明朝政治人物。

## 生平
嘉靖三十四年（1555年）乙卯科湖廣鄉試第六十五名舉人。嘉靖三十八年（1559年）中式己未科會試第一百五十五名，三甲第一百一十二名進士。授行人，四十一年十一月选授雲南道试監察御史。四十三年两淮巡盐，隆慶元年（1567年）巡按广西，三年（1569年）擔任泉州府知府，五年八月升两浙都转运盐使司运使，萬曆二年（1574年）二月升本省参政，四年十二月升本省按察使，五年十一月升河南右布政使，六年十一月升至陝西左布政使，九年十月为都給事中秦燿所劾，令致仕

## 家族
曾祖朱鎔；祖父朱琥；父朱希賢，貢士。母蔣氏；繼母王氏。慈侍下。弟躍如、蔚如。